# Szermierka na Letnich Igrzyskach Olimpijskich 1952 – floret indywidualnie mężczyzn
Turniej we florecie indywidualnym mężczyzn rozgrywany podczas Letnich Igrzyskach Olimpijskich 1952.

## Runda pierwsza
| Reprezentacja     | Zawodnik          | W | P | TR |
| ----------------- | ----------------- | - | - | -- |
| Rumunia           | Vasile Chelaru    | 4 | 1 | 12 |
| Stany Zjednoczone | Nate Lubell       | 4 | 1 | 14 |
| Meksyk            | Benito Ramos      | 4 | 1 | 19 |
| ZSRR              | Mark Midler       | 3 | 1 | 11 |
| Protektorat Saary | Karl Bach         | 2 | 4 | 28 |
| Urugwaj           | Ricardo Rimini    | 0 | 4 | 20 |
| Wenezuela         | Augusto Gutiérrez | 0 | 5 | 25 |

| Reprezentacja   | Zawodnik       | W | P | TR |
| --------------- | -------------- | - | - | -- |
| Szwecja         | Rolf Magnusson | 5 | 1 | 14 |
| ZSRR            | German Bokun   | 4 | 1 | 14 |
| Argentyna       | Félix Galimi   | 4 | 1 | 17 |
| Wielka Brytania | Raymond Paul   | 3 | 3 | 23 |
| Australia       | Ivan Lund      | 3 | 3 | 23 |
| Wenezuela       | Juan Kavanagh  | 1 | 5 | 28 |
| Kanada          | Roland Asselin | 0 | 6 | 30 |

| Reprezentacja | Zawodnik          | W | P | TR |
| ------------- | ----------------- | - | - | -- |
| Szwecja       | Bo Eriksson       | 4 | 1 | 16 |
| Rumunia       | Nicolae Marinescu | 3 | 2 | 17 |
| RFN           | Norman Casmir     | 3 | 2 | 21 |
| Urugwaj       | Sergio Iesi       | 2 | 3 | 17 |
| Irlandia      | Harry Thuillier   | 2 | 3 | 18 |
| Australia     | Jock Gibson       | 1 | 4 | 22 |

| Reprezentacja   | Zawodnik         | W | P | TR |
| --------------- | ---------------- | - | - | -- |
| Belgia          | André Verhalle   | 5 | 1 | 16 |
| Wielka Brytania | René Paul        | 4 | 2 | 17 |
| Polska          | Jerzy Twardokens | 4 | 1 | 16 |
| Argentyna       | Fulvio Galimi    | 3 | 2 | 17 |
| RFN             | Kurt Wahl        | 2 | 4 | 25 |
| Japonia         | Shinichi Maki    | 2 | 4 | 27 |
| Gwatemala       | Rubén Soberón    | 0 | 6 | 30 |

| Reprezentacja     | Zawodnik            | W | P | TR |
| ----------------- | ------------------- | - | - | -- |
| Norwegia          | Leif Klette         | 5 | 2 | 21 |
| Szwecja           | Nils Rydström       | 5 | 2 | 26 |
| Wielka Brytania   | Luke Wendon         | 5 | 1 | 16 |
| Argentyna         | John Fethers        | 5 | 2 | 20 |
| RFN               | Julius Eisenecker   | 2 | 4 | 20 |
| Irlandia          | Patrick Duffy       | 2 | 4 | 27 |
| Protektorat Saary | Ernst Rau           | 2 | 5 | 28 |
| Wenezuela         | Giovanni Bertorelli | 0 | 6 | 30 |

| Reprezentacja     | Zawodnik          | W | P | TR |
| ----------------- | ----------------- | - | - | -- |
| Belgia            | Gustave Ballister | 5 | 1 | 13 |
| Stany Zjednoczone | Albert Axelrod    | 5 | 0 | 10 |
| Finlandia         | Kurt Lindeman     | 3 | 3 | 21 |
| Rumunia           | Andrei Vîlcea     | 3 | 3 | 22 |
| Argentyna         | José Rodríguez    | 3 | 3 | 23 |
| Kanada            | Edward Brooke     | 1 | 4 | 22 |
| Gwatemala         | Eduardo López     | 0 | 6 | 30 |

| Reprezentacja     | Zawodnik          | W | P | TR |
| ----------------- | ----------------- | - | - | -- |
| Belgia            | Paul Valcke       | 4 | 2 | 18 |
| ZSRR              | Julen Uralow      | 4 | 1 | 12 |
| Stany Zjednoczone | Daniel Bukantz    | 4 | 1 | 16 |
| Polska            | Jerzy Pawłowski   | 3 | 2 | 18 |
| Finlandia         | Heikki Raitio     | 1 | 4 | 21 |
| Protektorat Saary | Günther Knödler   | 1 | 4 | 22 |
| Kuba              | Abelardo Menéndez | 1 | 4 | 23 |

## Ćwierćfinał
Do ćwierćfinału awansowało po 4 najlepszych szermierzy z każdej grupy I rundy oraz finaliści turnieju drużynowego.
| Reprezentacja   | Zawodnik         | W | P | TR |
| --------------- | ---------------- | - | - | -- |
| Włochy          | Manlio Di Rosa   | 4 | 0 | 10 |
| Egipt           | Salah Dessouki   | 3 | 2 | 22 |
| Szwecja         | Bo Eriksson      | 3 | 1 | 12 |
| Polska          | Jerzy Twardokens | 2 | 3 | 20 |
| Wielka Brytania | Raymond Paul     | 1 | 3 | 18 |
| ZSRR            | Mark Midler      | 0 | 4 | 20 |

| Reprezentacja     | Zawodnik            | W | P | TR |
| ----------------- | ------------------- | - | - | -- |
| Włochy            | Giancarlo Bergamini | 4 | 2 | 15 |
| Egipt             | Mahmoud Younes      | 4 | 2 | 20 |
| Stany Zjednoczone | Albert Axelrod      | 4 | 2 | 21 |
| Polska            | Jerzy Pawłowski     | 3 | 3 | 26 |
| Finlandia         | Kurt Lindeman       | 3 | 3 | 26 |
| Argentyna         | Félix Galimi        | 2 | 4 | 28 |
| Urugwaj           | Sergio Iesi         | 1 | 5 | 25 |

| Reprezentacja   | Zawodnik            | W | P | TR |
| --------------- | ------------------- | - | - | -- |
| Włochy          | Edoardo Mangiarotti | 6 | 0 | 7  |
| Egipt           | Mohamed Ali Riad    | 4 | 2 | 21 |
| Szwecja         | Nils Rydström       | 4 | 2 | 25 |
| Argentyna       | Fulvio Galimi       | 2 | 4 | 24 |
| Wielka Brytania | Luke Wendon         | 2 | 3 | 18 |
| Belgia          | Paul Valcke         | 2 | 3 | 21 |
| Rumunia         | Nicolae Marinescu   | 0 | 6 | 30 |

| Reprezentacja   | Zawodnik           | W | P | TR |
| --------------- | ------------------ | - | - | -- |
| Wielka Brytania | René Paul          | 5 | 1 | 17 |
| Francja         | Christian d’Oriola | 4 | 2 | 16 |
| Węgry           | Endre Tilli        | 4 | 2 | 23 |
| ZSRR            | Julen Urałow       | 4 | 2 | 19 |
| Belgia          | Gustave Ballister  | 2 | 4 | 26 |
| RFN             | Norman Casmir      | 1 | 5 | 28 |
| Meksyk          | Benito Ramos       | 1 | 5 | 29 |

| Reprezentacja     | Zawodnik        | W | P | TR |
| ----------------- | --------------- | - | - | -- |
| Francja           | Jacques Lataste | 6 | 0 | 10 |
| Węgry             | Endre Palócz    | 4 | 2 | 14 |
| Belgia            | André Verhalle  | 4 | 2 | 23 |
| Stany Zjednoczone | Daniel Bukantz  | 3 | 3 | 23 |
| ZSRR              | German Bokun    | 2 | 4 | 25 |
| Norwegia          | Leif Klette     | 1 | 5 | 29 |
| Rumunia           | Andrei Vîlcea   | 1 | 5 | 29 |

| Reprezentacja     | Zawodnik       | W | P | TR |
| ----------------- | -------------- | - | - | -- |
| Francja           | Jéhan de Buhan | 4 | 1 | 12 |
| Węgry             | Lajos Maszlay  | 3 | 2 | 17 |
| Stany Zjednoczone | Nate Lubell    | 2 | 3 | 20 |
| Szwecja           | Rolf Magnusson | 2 | 3 | 23 |
| Rumunia           | Vasile Chelaru | 2 | 3 | 23 |
| Australia         | John Fethers   | 2 | 3 | 20 |

## Półfinał
Do półfinału awansowało po 3 najlepszych szermierzy z każdej grupy ćwierćfinału
| Reprezentacja     | Zawodnik            | W | P | TR |
| ----------------- | ------------------- | - | - | -- |
| Francja           | Jéhan de Buhan      | 4 | 1 | 14 |
| Włochy            | Giancarlo Bergamini | 4 | 1 | 14 |
| Węgry             | Endre Tilli         | 3 | 2 | 19 |
| Belgia            | André Verhalle      | 3 | 2 | 18 |
| Stany Zjednoczone | Nate Lubell         | 1 | 4 | 24 |
| Egipt             | Mohamed Ali Riad    | 0 | 5 | 25 |

| Reprezentacja     | Zawodnik            | W | P | TR |
| ----------------- | ------------------- | - | - | -- |
| Włochy            | Edoardo Mangiarotti | 5 | 0 | 11 |
| Francja           | Jacques Lataste     | 4 | 1 | 13 |
| Egipt             | Salah Dessouki      | 2 | 3 | 17 |
| Węgry             | Lajos Maszlay       | 2 | 3 | 19 |
| Stany Zjednoczone | Albert Axelrod      | 1 | 4 | 22 |
| Szwecja           | Nils Rydström       | 1 | 4 | 23 |

| Reprezentacja   | Zawodnik           | W | P | TR |
| --------------- | ------------------ | - | - | -- |
| Francja         | Christian d’Oriola | 4 | 1 | 13 |
| Włochy          | Manlio Di Rosa     | 4 | 1 | 16 |
| Egipt           | Mahmoud Younes     | 3 | 2 | 18 |
| Węgry           | Endre Palócz       | 2 | 3 | 20 |
| Szwecja         | Bo Eriksson        | 1 | 4 | 22 |
| Wielka Brytania | René Paul          | 1 | 4 | 23 |

## Finał
| Miejsce | Zawodnik            | W | P | TZ   | TO | Uwagi |
| ------- | ------------------- | - | - | ---- | -- | ----- |
| złoto   | Christian d’Oriola  | 8 | 0 | b.d. | 12 |       |
| srebro  | Edoardo Mangiarotti | 6 | 2 | b.d. | 21 |       |
| brąz    | Manlio Di Rosa      | 5 | 3 | b.d. | 22 |       |
| 4.      | Jacques Lataste     | 4 | 4 | b.d. | 31 |       |
| 5.      | Jéhan de Buhan      | 4 | 4 | 29   | 33 |       |
| 6.      | Mahmoud Younes      | 4 | 4 | 27   | 33 |       |
| 7.      | Salah Dessouki      | 2 | 6 | b.d. | 35 |       |
| 8.      | Giancarlo Bergamini | 2 | 6 | b.d. | 36 |       |
| 9.      | Endre Tilli         | 1 | 7 | b.d. | 39 |       |